# تابع مربعی
در جبر، یک تابع درجه دوم،تابع کوادراتیک، چند جمله ای درجه دوم، چندجمله ای درجه ۲ یا به سادگی یک درجه دوم، یک تابع چندجمله ای با یک یا چند متغیر است که در آن بالاترین درجه، درجه دوم است. به عنوان مثال، یک تابع درجه دوم با سه متغیر x , y و z به‌طور انحصاری از عبارت‌های x 2، y 2، z 2، xy , xz , yz , x، y , z و یک متغیر ثابت استفاده می‌کند:
{\displaystyle f(x,y,z)=ax^{2}+by^{2}+cz^{2}+dxy+exz+fyz+gx+hy+iz+j,}
با حداقل یکی از ضرایب a, b، c, d، e یا f برای درجه دوم مقداری غیر صفر دارند.

یک چندجمله‌ای درجه دو با دو ریشه حقیقی (قطع محور x) و بدون ریشه مختلط. برخی چندجمله‌ای‌های درجه دوم کمینه‌ای بالاتر از محور x دارند، در این صورت هیچ ریشه‌ای حقیقی نیست و دو ریشه مختلط دارد.

یک تابع درجه دوم تک متغیره به صورت زیر است:
{\displaystyle f(x)=ax^{2}+bx+c,\quad a\neq 0}
با تک متغیر x. نمودار یک تابع درجه دوم تک متغیره یک سهمی است که محور تقارن آن موازی با محور y است، همان‌طور که در سمت چپ نشان داده شده‌است.
اگر تابع درجه دوم برابر صفر باشد، یک معادله درجه دوم شکل می‌گیرد. جواب‌های معادله تک متغیره، «ریشه‌های تابع» نامیده می‌شوند.
نمونه دو متغیره با متغیرهای x و y به گونه زیر است:
{\displaystyle f(x,y)=ax^{2}+by^{2}+cxy+dx+ey+f\,\!}
که حداقل یکی از ضرایب a, b یا c مقداری غیر صفر دارند، و یک معادله برابر صفر این تابع به شکل یک مقطع مخروطی است (یک دایره یا بیضی، یک سهمی، یا یک هذلولی).
در شکل تابع تک متغیره، ضریب a همان عاملی است که با افزایش یا کاهش یافتن سبب گشایش یا تقعر نمودار می‌شود.